# VKTA - Strahlenschutz, Analytik & Entsorgung
Der VKTA – Strahlenschutz, Analytik und Entsorgung Rossendorf e. V. (VKTA) (bis Dezember 2014 Verein für Kernverfahrenstechnik und Analytik Rossendorf e. V.) ist eine Institution, die vom Freistaat Sachsen getragen wird und beauftragt worden ist, die Forschungsreaktoren und kerntechnischen Anlagen des ehemaligen Zentralinstitut für Kernforschung (ZfK) der Akademie der Wissenschaften der DDR stillzulegen, rückzubauen und die Kernbrennstoffe und radioaktiven Abfälle fachgerecht zu entsorgen. Darüber hinaus bearbeitet der VKTA eine Reihe weiterer Aufgaben auf dem Gebiet des Umwelt- und des Strahlenschutzes. Er beschäftigt etwa 100 Mitarbeiter mit einem Jahresetat von etwa 13 Millionen Euro (Stand: 31. Dezember 2023).
Der VKTA befindet sich im Dresdner Ortsteil Rossendorf auf dem Gelände des gleichnamigen Forschungsstandortes. Der am 1. Januar 1992 gegründete Verein ist wie das Helmholtz-Zentrum Dresden Rossendorf (HZDR) aus dem ZfK hervorgegangen. Insbesondere auf dem Gebiet des Strahlenschutzes besteht eine enge Kooperation zwischen VKTA und HZDR.

## Rückbau der Anlagen des ZfK
Ziel des Rückbaus ist in der Regel die (Wieder-)Herstellung einer „Grünen Wiese“. Im Zuge des Rückbaus werden auch die vorhandenen Kernbrennstoffe entsorgt. Sie wurden dazu in der Einrichtung zur Entsorgung von Kernmaterial (EKR) getrennt von anderen radioaktiven Abfällen und Abwässern erfasst, vorbereitet und seit 2000 bis zum Abtransport in ein anderes Zwischen- oder Endlager gelagert. Die abgebrannten Brennelemente des Forschungsreaktors befinden sich seit 2006 im Zwischenlager Ahaus. Der Rückbau aller Anlagen des ZfK ist seit 2019 abgeschlossen. Die beim Rückbau angefallenen radioaktive Abfälle werden vom VKTA weiter behandelt, verpackt und dokumentiert. Sie sollen in das Endlager für schwach- und mittelradioaktive Abfälle Schacht Konrad abgegeben werden.
Zu den rückgebauten Anlagen gehören:
Forschungsreaktoren:
- Rossendorfer Anordnung für kritische Experimente: bis Oktober 1998 vollständig abgebaut.
- Rossendorfer Ringzonenreaktor: Rückbau im Mai 2000 abgeschlossen.
- Rossendorfer Forschungsreaktor: 1991 außer Betrieb genommen; Rückbau 2019 abgeschlossen.

Produktionsanlagen der Isotopenproduktion:
- Anlage zur Spaltmolybdänproduktion (AMOR): Produktion 1990 eingestellt.
- Anlage für Strahlenquellen: Produktion 2000 eingestellt.
- Radiopharmazeutisches Laboratorium: Produktion 2000 eingestellt.

Der Rückbau der Produktionsanlagen wurde 2014 abgeschlossen.
Abfalllager:
- Zwischenlager für feste radioaktive Abfälle: Rückbau 2001 abgeschlossen.
- Zwischenlager für flüssige radioaktive Abfälle (Abwässer): Rückbau 2001 abgeschlossen.

## Weitere Aufgaben und Dienstleistungen
Landessammelstelle
Der VKTA betreibt die Landessammelstelle für die Länder Sachsen, Thüringen und Sachsen-Anhalt. Diese stellt ein Zwischenlager für radioaktive Abfälle dar. Dabei sind jedoch Kernbrennstoffe ausgeschlossen.
Inkorporationsmessstelle
Für das Sächsische Ministerium für Umwelt und Landwirtschaft (SMUL) besteht im VKTA eine Messeinrichtung für Inkorporationsmessungen gemäß § 41 Strahlenschutzverordnung für den Freistaat Sachsen. Diese wird auch zur Überwachung der Strahlendosisbelastung der Angestellten genutzt.
Einrichtung zur Behandlung schwachradioaktiver Abfälle Rossendorf (ESR)
Es gibt seit 2000 eine Anlage zur Behandlung von schwachradioaktiven Abfällen mit dem Ziel, das Volumen an Abfall zu verringern bzw. endlagerfähiges Material zu erhalten. Bei flüssigen Abfällen versucht man nach Möglichkeit das Lösemittel (in der Regel Wasser) schadstofffrei zurückzugewinnen und eine wesentlich kleinere Menge festen Abfalls zu erhalten. Eine andere Möglichkeit ist, die Flüssigkeit durch Zugabe von Bindestoffen oder durch Trocknung zu verfestigen. Auf feste Abfälle werden bearbeitet, z. B. werden beim Rückbau angefallene Stoffe zerlegt, dekontaminiert und kompaktiert.
Laborabwasser-Reinigungsanlage
Der VKTA betreibt für das gesamte Gelände inklusive des Helmholtz-Zentrums Dresden-Rossendorf die Sammel- und Reinigungsanlagen für alle Laborabwässer. Laborabwässer aus Strahlenschutzbereichen kommen, wenn nötig, zur Aufbereitung in die ESR. Die Laborabwässer werden somit in Eigenkontrolle für den Standort überwacht.
Analytik
Der VKTA führt chemische und physikalische Analysen sowohl als Dienstleistung als auch zur Eigenkontrolle des Standorts und des Rückbaus durch. Es werden eine Vielzahl von Analysenverfahren eingesetzt. Der Schwerpunkt liegt bei der Radionuklidanalytik. Ein Dienstleistungsprojekt seit 1995 ist die Begleitung der Sanierung der ehemaligen Uranabbaugrube der Wismut GmbH in Königstein, Sachsen. 
Im Rahmen des Verbraucherschutzes ist der VKTA eine behördlich zugelassene Trinkwasseruntersuchungsstelle zur Ermittlung von Radionukliden in Trink-, Mineral- und Tafelwässern. Auch andere Umwelt- und Lebensmittelproben werden radiologisch untersucht.
Niederniveaumesslabor Felsenkeller
Im Dresden-Plauen betreibt der VKTA das Niederniveaumesslabor Felsenkeller, in dem aufgrund der geringen kosmischen Strahlung beispielsweise kosmogene Radionuklide von Meteoriten bestimmt werden können.